# Площа Святого Марка (Загреб)
Площа святого Марка (хорв. Trg svetog Marka або Марків торг, майдан хорв. Markov trg) — площа у центральній частині (Верхньому місті) столиці Хорватії міста Загреб, де розміщені важливі об'єкти влади країни і церкви.
Колишня назва площі — Радичева (хорв. Radićev trg).
В осередді майдану розташована церква святого Марка — одна з найстаріших споруд міста, яка й дала назву площі. Крім того, майдан є зосередженням найвищих державних установ Республіки Хорватія — тут знаходяться будівля Сабору, будинок Уряду Хорватії, Конституційний суд Республіки Хорватії. Відтак вираз «Марків торг» (Markov trg) нерідко, зокрема у журналістиці, вживається у Хорватії у непрямому значенні — як евфемізм ключових органів хорватської політики.
Остання реконструкція площі відбувалась у 2006 році, тоді майдан вимостили гранітною бруківкою.
Від серпня 2005 року Уряд країни заборонив громадські скупчення на загребській площі св. Марка.